# Jakobia similaris
Jakobia similaris är en djurart som tillhör fylumet skedmaskar, och som beskrevs av DattaGupta, A.K. 1981. Jakobia similaris ingår i släktet Jakobia och familjen Bonelliidae. Inga underarter finns listade i Catalogue of Life.